# Championnats du monde de tennis de table 1934
Navigation
Édition précédente Édition suivante
Les seconds championnats du monde de tennis de table 1933, huitième édition des championnats du monde de tennis de table, ont lieu du 2 au 10 décembre 1933 à Paris, en France.